# Ґжеґож Бженчищикевич
Ґжеґож Бженчищикевич (пол. Grzegorz Brzęczyszczykiewicz) — ім'я вигаданого героя з комедійного фільму «Як я розв'язав Другу світову війну» (1970); завдяки важкості вимови стало відомою польською скоромовкою. Епізод з фільму, де звучить це ім'я, є популярним відеороликом на YouTube.

## Опис епізоду
«Ґжеґож Бженчищикевич» — це псевдонім Францішека Доласа, героя кінофільму «Як я розв'язав Другу світову війну», котрого зіграв Маріан Коциняк. Долас потрапляє в полон до німців і веде діалог з одним із офіцерів Гестапо, що заповнює картку на військовополоненого. Долас спеціально називає себе таким іменем, аби заплутати гестапівців, які не змогли б вимовити таке ім'я та визначити арештанта. Гестапівець сильно нервується через невдалі спроби написати це ім'я і кличе стенографіста на допомогу. Поки той на друкарській машинці вводить ім'я та прізвище по буквах, Долас продовжує свої знущання і як місце народження називає «Хжонщижевошице, повят Ленколоди» (пол. Chrząszczyżewoszyce, powiat Łękołody).

## Історія походження фрази
Сам фільм знятий за повістю Казимежа Славінського «Пригоди каноніра Доласа», але в її оригіналі цей епізод відсутній. Таку ідею запропонував режисер Тадеуш Хмелевський, запозичивши її з повісті Казимежа Сейди «Ц. к. Дезертири» (пол. C.K. Dezerterzy), написаної 1937 року. У творі діє герой з прізвищем Бженчищевський (пол. Brzęczyszczewski), прізвище якого було трохи змінено і внесено до сценарію фільму.
Епізод повторює аналогічну сцену з повісті Сейди: герой Стефан Кайда відрекомендовується цугсфюреру під іменем Щепан Бженчищевський (пол. Szczepan Brzęczyszczewski):

В свою чергу, Каня підкинув стомленому цуґфюреру роботу зі своїм ускладненим іменем.
 — Пшкшзбш… Господи помилуй! Як можна такий шелест вимовити? Хто тим полякам такі страшні імена понадавав? Повторіть, пане, ще раз!
 — Щепан Бжен-чиш-чевський, — вимовив із задоволенням Каня.
 — Пженцішєський… Пженсішеський… Язик деревеніє від такого.

Аби його потішити, назвав Каня як місце народження місцевість насправді неіснуючу, але зате неможливу для вимовлення німцем:
 — Мщоновєщіце, ґміна Гжмищославіце, повіт Тжчіноґжехотніково.

Казимеж Сейда, Ц.к. Дезертири 1937.
Популярність фільму виросла з появою в Інтернеті сцени з Доласом та гестапівцем — псевдонім Доласа став однією з найулюбленіших скоромовок інтернет-користувачів, і деякі з них навчились вимовляти ім'я та прізвище без запинки.